# Птолемей Алорит
Птолемей I Алорит (др.-греч. Πτολεμαῖος ὁ Ἀλωρίτης, лат.  Ptolemaeus Alorites) — македонский царь, правивший в 368 —365 г. до н. э.
Птолемей приходился зятем царю Аминте III. О его происхождении известно лишь то, что его отца звали Аминтой, как и царя, и родом он был из македонского города Алора в Боттиеи, из-за чего вошёл в историю под именем Птолемея Алорита. Человек он был непростой, раз отдали за него царскую дочь Эвриною, а он, презрев все приличия, стал любовником её матери, царицы Эвридики. После смерти Аминты III Птолемей втянулся в войну с новым царем Александром II. Семейный ли конфликт был тому причиной, о том историки умалчивают. Фиванский полководец Пелопид во главе сильного войска отправился в Македонию по просьбе враждующих сторон и каким-то образом замирил их, а затем, взяв в заложники Филиппа, брата царя Александра, и ещё 30 мальчиков из знатных семей, вернулся в Фивы.
Некоторое время спустя люди Птолемея убили царя Александра во время исполнения церемониального танца. Демосфен назвал одним из убийц Александра Аполлофана из Пидны. Птолемей, женившись на Эвридике, объявил себя регентом при малолетних наследниках — Пердикке и Филиппе. Пелопид с наёмниками двинулся в Македонию и пошёл против Птолемея, но тот подкупил наёмников, избежав сражения. Он упросил Пелопида признать его другом фиванцев и опекуном детей Аминты, Пердикки и Филиппа (братьев Александра). Плутарх указывает, что Птолемей обещал беречь престол для братьев покойного царя и «иметь с фиванцами одних врагов и друзей». Он дал в заложники своего сына Филоксена и 50 его товарищей, которые были отправлены в Фивы. Формально Птолемей, человек не царских кровей, не был македонским царём, монет со своим именем не чеканил, да и государственные переговоры вела его жена, женщина «смелая и инициативная». В список царствующих особ его внесла рука Диодора, хотя официально царствовал в то время малолетний Пердикка.
Очередной смутой в Македонии воспользовался родственник царского дома Павсаний, который при помощи халкидских наёмников вторгся в Македонию с целью захватить власть. Эвридика и Птолемей, испуганные действиями Павсания, обратились за помощью к стратегу Ификрату. В то время афинский полководец Ификрат командовал эскадрой около фракийских берегов с целью поддержать и расширить влияние Афин в этих местах и, главным образом, восстановить власть Афин над Амфиполем, ревностно отстаивавшим свою независимость. Ификрат, руководствуясь директивами своего правительства о сохранении связи с Македонией, двинулся туда с войском и, изгнав Павсания, устранил претендента на престол. Вскоре подросший Пердикка, второй из сыновей Аминты, убил Птолемея и стал полноправным царём Македонии.